# سكون البذرة
سكون البذرة القدرة على تأخير أو تأجيل إنبات البذرة حتى يتهيأ لها الوقت الملائم والظروف البيئية المثلى وذلك لضمان بقاء الأنواع النباتية جيلاً بعد آخر. هذه الميكانيكية خاصة بالنسبة للأنواع النباتية التي تتواجد بالمناطق الصحراوية أو المناطق الباردة حيث تكون الظروف غير ملائمة لإنبات البذور عقب نضجها أو جمعها مباشرة. 

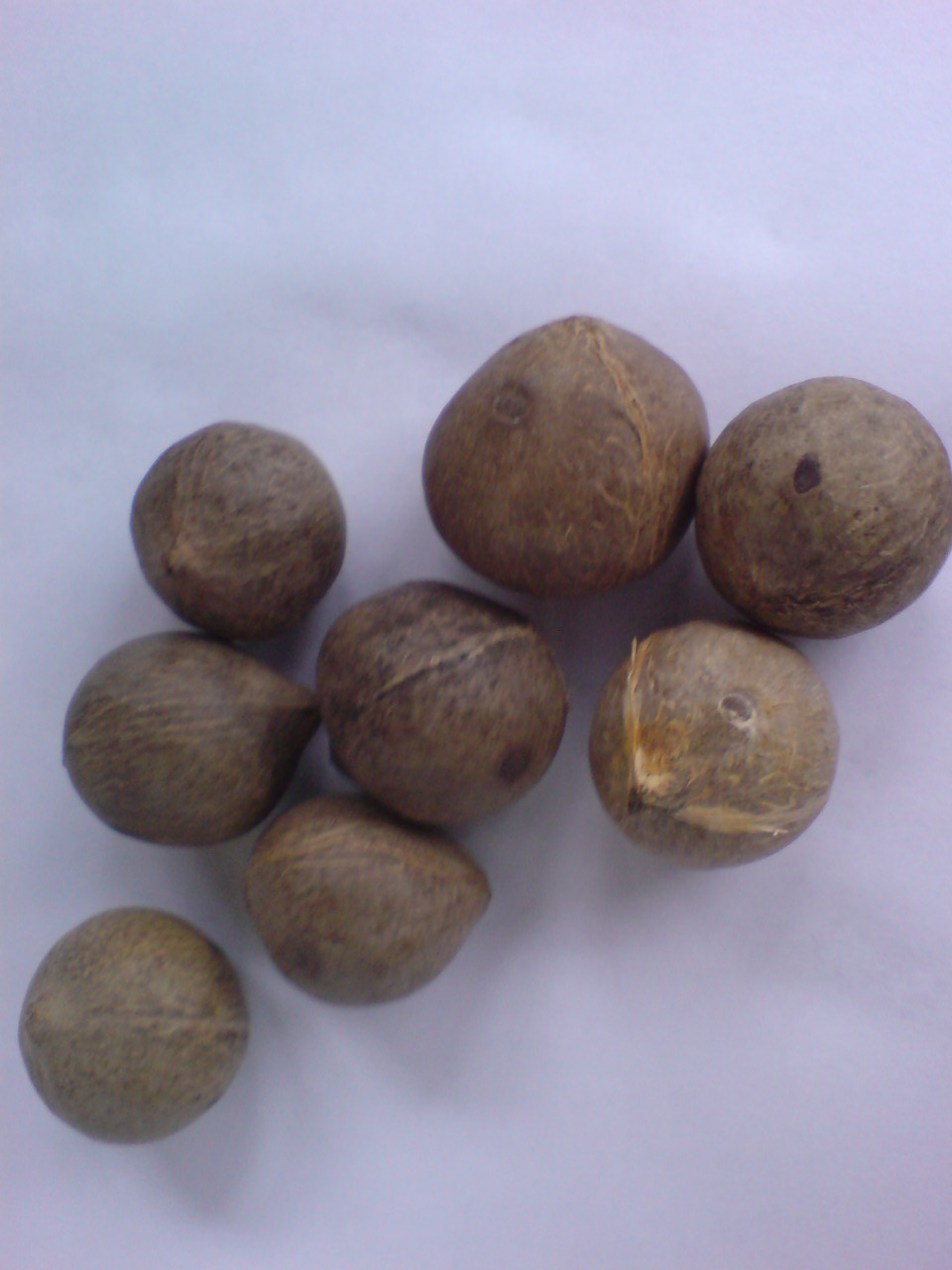

هناك سكون البذرة الناتج عن عدم توافر الظروف الضرورية للإنبات وهذا ما يطلق عليه Quiescence وبين السكون الحقيقى true dormancy والذي يمكن تعريفه بأنه عدم قدرة البذور الحية على الإنبات حتى مع توافر الظروف المثلى والملائمة لذلك، أي يرجع هذا النوع من السكون إلى عوامل داخلية خاصة بالبذرة نفسها. وهناك نوعان من السكون هما:
أ - السكون الأولى: Primary dormancy
وعادة ما يحدث هذا النوع من السكون بالبذرة أثناء نضجها على النبات.
ب- السكون الثانوى: Secondary dormancy
وهذا النوع من السكون يحدث للبذرة بعد جمعها وفصلها عن النبات الأم. ويحدث هذا السكون نتيجة لتأثير واحد أو أكثر من العوامل البيئية.

## السكون الأولى Primary dormancy
وهو أكثر أنواع السكون شيوعاً. ويحدث السكون الأولى نتيجة لعدد من العوامل الطبيعية والفسيولوجية، وهذه العوامل يمكن إجمالها فيما يلى:
1- السكون الراجع إلى أغلقة البذرة Seed coat dormancy
وفى هذه الحالة يقوم غلاف البذرة بالدور الهام في عدم إنباتها وقد يرجع ذلك إلى:
أ- السكون الطبيعى Physical dormancy
ويتمثل في وجود غلاف البذرة الصلب والذي لا يسمح بنفاذية الماء، والسكون هنا لا يرجع إلى سكون الجنين، وهذه الظاهرة توجد في بذور كثير من العائلات النباتية مثل العائلة البقولية والعائلة النجيلية والباذنجانية وغيرها وكثير من النباتات الخشبية.
ب- السكون الميكانيكى Mechanical dormancy
يتمثل في وجود الأغلفة الصلبة التي تمنع تمدد الجنين خلال عملية الإنبات. ولاشك أن وجود هذا العامل يؤخر من إنبات البذرة. وتوجد هذه الحالة في كثير من الأنواع النباتية مثل الجوز والفواكه ذات النواة الحجرية (خوخ، مشمش.. الخ). ولقد لوحظ أن الغلاف الصلب (الأندوكارب) المحيط ببذور الخوخ يقلل من معدل امتصاص الماء ومن ثم يؤخر من التخلص من المواد المثبطة للإنبات والموجودة في أنسجة البذرة.
جـ - السكون الكيميائى (المواد المثبطة للإنبات) Chemical dormancy
ويرجع سكون البذرة في هذه الحالة إلى وجود مواد كيميائية يطلق عليها مثبطات الإنبات توجد في أنسجة الثمرة وأغلفة البذرة. ولقد لوحظ أن عصير مثل هذه الثمار يثبط إنبات البذور بشدة. وتوجد هذه الظاهرة في كثير من الأنواع النباتية مثل الموالح (الحمضيات) والقرعيات والثمار ذات النواة الحجرية والتفاح والكمثرى والعنب والطماطم. ومن أمثلة المواد المثبطة للإنبات بعض المركبات الفينولية والكومارين Coumarin وحمض الأبسيسك Abscisic acid .
د- الأغلفة غير المنفذة للغازات Impermeability of seed coats to gases
على الرغم من أن الماء والأكسجين تتكون من جزئيات صغيرة، إلا أن أغلفة البذرة تتميز بوجود ظاهرة الاختيارية بالنسبة لنفاذية هذه الجزئيات من خلالها، فهى تسمح بمرور جزيئات الماء بينما تمنع مرور جزيئات الأكسجين الضرورى لعملية الإنبات. وظاهرة النفاذية الاختيارية توجد في بذور بعض النباتات مثل الشبيط والتفاح والبسلة. وتجدر ملاحظة أن انخفاض معدل نفاذية الأكسجين أو زيادته من خلال أغلفة البذرة يرتبط ببعض العوامل الأخرى. فقد لوحظ أن أغلفة بذور التفاح لم تسمح بنفاذ الأكسجين في حين حدث امتصاص البذرة للماء وانتفاخها على درجة حرارة 20 درجة مئوية، بينما يزداد معدل نفاذية الأغلفة للأكسجين عندما تكون درجة حرارة الوسط الذي تم فيه امتصاص البذرة للماء 4درجة مئوية.
كما أن هناك بعض البذور تختلف درجة نفاذيتها لغازى الأكسجين وثانى أكسيد الكربون. فقد وجد Brown 1940 أن الغلاف النيوسيلى الداخلى لبذرة الخيار يسمح بنفاذية أكبر لغاز ثانى أكسيد الكربون (15.5مل/سم2/ ساعة) عن غاز الأكسجين (4.3مل/سم2/ ساعة) .
2- السكون المورفولوجى Morphological dormancy
ويوجد هذا النوع من السكون في بعض العائلات النباتية التي تتصف بذورها بعدم اكتمال نمو الأجنة وقت جمع البذور، ومن ثم يلزم استكمال نمو هذه الأجنة عقب فصل البذور وجمعها وقبل الإنبات. وقد يرجع السكون في هذه الحالة إلى وجود الحالات التالية:
أ- الأجنة الأثرية
الأجنة الأثرية عبارة عن أجنة غير متكشفة وقت نضج الثمار. فهناك بعض البذور تحتوى على أجنة غير متكشفة وعادة ما تكون هذه الأجنة صغيرة جداً ومطمورة بين الأنسجة المغذية كالاندوسبيرم كما هو الحال في بذور المانوليا magnolia وبذور كثير من الزهور وأبصال الزينة مثل الأنيمون وشقائق النعمان والأوركيد. وبالإضافة لوجود الأجنة الأثرية فقد توجد أيضاً مواد مانعة للإنبات في الأندوسبيرم المحيط بهذه الأجنة. ويمكن إجراء بعض المعاملات التي من شأنها أن تدفع الجنين على النمو مثل تعريض البذور لدرجة حرارة 15درجة مئوية أو أقل، وتعريض البذور لدرجات حرارة مختلفة (مرتفعة أو منخفضة) في تتابع، أو معاملة البذور ببعض المواد الكيماوية مثل نترات البوتاسيوم أو حمض الجبريليك.
ب- الأجنة غير مكتملة النمو
في بعض الحالات تحتوى البذور على أجنة غير مكتملة النمو بحيث نجد أن الجنين لا يشغل سوى نصف فراغ البذرة وذلك عند نضج الثمار ومن ثم لابد أن ينمو الجنين ليشغل هذا الفراغ قبل الإنبات. وتوجد هذه الحالة في بعض نباتات العائلة الخيمية Umbelliferae مثل الجزر وبعض نباتات العائلة Ericaceae مثل الأزاليا Rhodidendron وهناك عدد من الأنواع النباتية وخاصة وحيدة الفلقة منها والتي تنمو في المناطق الاستوائية توجد ببذورها مثل هذه الظاهرة. أي تحتوى بذورها على أجنة غير مكتملة النمو، ويمكن المساعدة في اكتمال نمو الجنين وتمدده وذلك بتعريض البذور لدرجات حرارة مرتفعة حتى يحدث الإنبات. فعلى سبيل المثال نجد أن بذور بعض الأنواع المختلفة من النخيل تحتاج إلى فترة طويلة قد تصل إلى عدة سنوات حتى يحدث بها الإنبات، ولكن يمكن اختصار هذه المدة إلى ثلاثة أشهر فقط وذلك بتعريض البذور لدرجة حرارة تتراوح مابين 38- °40م، أو يمكن أن يحدث الإنبات خلال 24 ساعة وذلك بفصل الأجنة وزراعتها على بيئات ملائمة. ويمكن معاملة البذور بحمض الجبريليك بتركيز 1000جزء في المليون وهذه المعاملة تسرع من إنبات بذور النخيل، غير أن أغلفة البذرة تحتاج إلى معاملات خاصة لضمان دخول وتغلغل حمض الجبريليك.
3- السكون الفسيولوجى Physiological dormancy
وهذا النوع من السكون يتحكم فيه عدة عوامل داخلية خاصة بأنسجة البذرة نفسها. فكثير من بذور النباتات العشبية التي تنمو بالمناطق المعتدلة تتميز بذورها بالسكون الفسيولوجى الذي يكون واضحاً عقب جمع البذور والذي يختفى تدريجياً خلال نقل وتداول البذور وتخزينها تخزيناً جافاً. وقد تمتد فترة السكون في مثل هذه البذور من 1- 6 أشهر.
وعندما تكون البذور ساكنة فسيولوجياً فإنها تحتاج لكى تنبت إلى عدة عوامل بيئية خاصة تختلف عن تلك العوامل المطلوبة للإنبات في حالة عدم سكون البذرة. فبذور الأمرنتس الطازجة يمكنها أن تنبت فقط على درجات الحرارة المرتفعة (°30م) في حين أن بذور الخس يثبط إنباتها عند درجات حرارة أعلى من °25م. كما أن بذور بعض الأنواع النباتية تحتاج إلى الضوء حتى تستطيع الإنبات مثل الخس، بينما بذور بعض الأنواع الأخرى تحتاج إلى فترات إظلام حتى يحدث الإنبات.
ويعتقد بأن السكون الفسيولوجى للبذرة وعلى وجه العموم ينظم بمدى التوازن بين كل من مثبطات ومنشطات النمو الداخلية. ويعزى السكون إلى وجود المواد المثبطة أو غياب المواد المنشطة للنمو، أو لمدى العلاقة بين الاثنين. ويتأثر مستوى هذه المواد سواء أكانت مثبطات أو منشطات بعدد من العوامل البيئية الخارجية مثل الضوء والحرارة. ولتوضيح العلاقة بين هذه المواد وكيفية تنظيمها لحدوث السكون من عدمه فقد أقترح Khan 1971 أن هناك ثلاثة أنواع من الهرمونات النباتية تتحكم في هذه الميكانيكية. النوع الأول وهو الجبريلين وله تأثير تنشيطى على الإنبات. ولكى يحدث الإنبات لابد من وجود الجبريلين، غير أنه في وجود المواد المثبطة (النوع الثانى) يختفى التأثير التنشيطى للجبريلين أما النوع الثالث من الهرمونات فهو السيتوكينيين ويعمل على كسر السكون عن طريق منع المواد المثبطة من إظهار تأثيراتها، ومن ثم فإنه إذا وجدت المواد المثبطة في حالة غير منشطة فإن السيتوكينين لا يصبح له أي دور في كسر سكون البذرة حيث أن هذه هي وظيفة الجبريلين.
4- سكون الجنين Embryo dormancy
ويرجع سكون البذرة في هذه الحالة إلى أن الجنين نفسه في مرحلة سكون، والدليل على ذلك أنه إذا ما فصلت مثل هذه الأجنة لتنميتها على بيئات معقمة لا يمكن أن تنبت بحالة طبيعية. وهذه الظاهرة توجد في بذور العديد من أنواع نباتات المناطق المعتدلة. ويلزم لكسر هذا النوع من السكون وتحرير الأجنة منه، أن تعرض البذور لدرجة حرارة منخفضة ورطوبة لفترة معينة من الزمن تحدث خلالها عدة تغيرات تؤدى إلى الإنبات وهذه التغيرات يطلق عليها تغيرات بعد النضج.
وتعرض البذور لدرجات حرارة منخفضة ورطوبة مناسبة مع وجود التهوية الجيدة لفترة زمنية تطول أو تقصر حسب الأنواع. كل هذه الاحتياجات يمكن الإبقاء بها عن طريق ما يطلق عليه الكمر البارد Cold stratitication وفيه توضع البذور في طبقات متبادلة مع طبقات من الرمل أو نشارة الخشب المنداه في صوان أو صناديق، ثم تخزن في الثلاجة على درجة حرارة منخفضة (2-7°م) لفترة زمنية تختلف باختلاف الأنواع النباتية، ويحدث خلالها تغيرات ما بعد النضج.
وبذور الأنواع النباتية التي بها هذا النوع من السكون، تحتاج إلى برودة عالية لمدة تتراوح من 1-4 أشهر لكى يحدث الإنبات. علاوة على ذلك فإنه عند فصل أجنة هذه البذور وتنميتها على بيئات مغذية، فهى عادة لا تنبت بحالة طبيعية بل تظهر درجات مختلفة من أعراض السكون. فقد تتمدد الفلقات ويحضر لونها مع خروج جذير قصير وسميك، كما لا يحدث نمو أو استطالة للسويقة الجنينية العليا. ويمكن استخدام هذه المظاهر البسيطة للحكم إلى حد ما على مدى حيوية هذه البذور الساكنة.
ولكسر هذا النوع من السكون يجب توافر الظروف التالية:
- امتصاص البذرة للماء وانتفاخها.
- تعريض البذور للبرودة (ليس من الضرورى أن تكون على درجة التجمد).
- التهوية الجيدة.
- الوقت الكافى.

ولحدوث تغيرات ما بعد النضج، لابد للبذور من امتصاص الماء حيث لوحظ أن البذور ذات الأغلفة الصلبة (مثل الخوخ والمشمش) تمتص الماء ببطء شديد مما يؤدى إلى زيادة الفترة اللازمة لحدوث التغيرات المطلوبة. وخلال تعرض البذرة لدرجة الحرارة المنخفضة، نجد أن المحتوى الرطوبى الداخلى بالبذرة يظل ثابتاً تقريباً أو ربما يرتفع هذا المحتوى تدريجياً، ولكن بنهاية السكون ومع بداية الإنبات يبدأ الجنين في امتصاص الماء بسرعة. ويجب ملاحظة أن نقص المحتوى الرطوبى للبذور خلال عملية الكمر البارد يؤدى إلى حدوث آثار سيئة. فالجفاف قرب نهاية الكمر البارد يمكن أن يؤدى إلى الأضرار بالجنين.
كذلك فإن جفاف البذور خلال عملية الكمر البارد يؤدى إلى إيقاف تغيرات ما بعد النضج، علاوة على أنه يؤدى إلى ما يسمى بالسكون الثانوى (سيأتى ذكره فيما بعد).
تعتبر الحرارة من أهم العوامل التي تؤثر على معدل حدوث تغيرات ما بعد النضج خلال فترة كمر البذور. وقد وجد أن أنسب درجات حرارة والتي يمكن عندها كسر السكون وحدوث التغيرات المختلفة تتراوح بين 2- °7م. وقد تحدث درجات الحرارة الأقل أو الأعلى من هذا المدى نقصاً في معدل تغيرات ما بعد النضج. وقد تؤدى درجات الحرارة المرتفعة إلى فشل الإنبات وحدوث السكون الثانوى. وقد وجد أن تعريض بذور التفاح لدرجة حرارة °17م يحدث عندها توازن بين العمليات المؤدية إلى تغيرات بعد النضج وتلك المسئولة عن السكون الثانوى. وتسمى هذه الدرجة من الحرارة بحرارة التعويض Compensation temperature. واستجابة بذور التفاح للإنبات تختلف باختلاف درجات الحرارة التي عرضت لها البذور، فعند درجات الحرارة المنخفضة كان إنبات البذور بطيئاً، ولكن نسبة الإنبات كانت مرتفعة، بينما عند درجات الحرارة المرتفعة زاد معدل الإنبات غير أن نسبة الإنبات انخفضت، وهذا الانخفاض في نسبة الإنبات يزداد كلما ارتفعت درجة الحرارة.
ولابد من توافر التهوية الجيدة حول البذور أثناء عملية الكمر البارد إذ أن ذلك يؤدى إلى حدوث تغيرات ما بعد النضج بحالة طبيعية. ويختلف طول فترة بعد النضج باختلاف الأنواع أو الأصناف التابعة لنفس النوع. وقد تمتد هذه الفترة من 1-3 أشهر، إلا أنها قد تزداد إلى 5 أو 6 أشهر في بعض الأنواع النباتية الأخرى .
5- سكون السويقة الجنينية العليا Epicotyl dormancy
في بعض الحالات نجد أن البذور تحتاج إلى عمليات كمر بارد منفصلة لكل من الجذير والسويقة الجنينية السفلى والسويقة الجنينية العليا. ويمكن تقسيم الأنواع التي تقع تحت هذا القسم إلى مجموعتين هما:
أ‌- بذور يمكن تنشيط إنباتها وذلك بتعريضها لوسط دافئ لفترة تختلف من 1-3 أشهر، وهذه المعاملة تنشط نمو الجذير والسويقة الجنينية السفلى، وبعد ذلك تحتاج البذور للتعرض للبرودة لمدة تتراوح بين 1-3 أشهر أيضاً حتى يمكن للسويقة الجنينية العليا أن تنمو بحالة طبيعية.
ب‌- وفي هذه المجموعة تحتاج البذور للكمر البارد لأحداث تغيرات بعد النضج في الجنين، ثم يعقب ذلك تعريض البذور لفترة دفئ للسماح للجذير بالنمو ثم تعرض مرة ثانية لفترة برودة حتى ينشط النمو الخضرى. وفي الطبيعة نجد أن بذور مثل هذه الأنواع تحتاج إلى موسمى نمو كاملين حتى يكتمل إنباتها.
6- وجود نوعين من السكون Double dormancy
في بعض الحالات يوجد بالبذرة أكثر من نوع واحد من السكون، فمثلاً في بعض الحالات تتميز البذرة بالأغلفة الصلبة الغير منفذة للماء، هذا بالإضافة إلى سكون الجنين نفسه، ولتشجيع البذور على الإنبات لابد من كسر كلا نوعى السكون. فيمكن معاملة أغلفة البذرة ببعض المعاملات التي تسمح للماء بالمرور من خلاله إلى الجنين، ثم تحدث تغيرات بعد النضج التي من شأنها كسر سكون الجنين. وأفضل طريقة للتخلص من سكون هذه البذور هو إجراء كمر دافئ لبضعة أشهر تنشط خلاله الأحياء الدقيقة لتحلل غلاف البذرة ثم يعقب ذلك كمر بارد.
هذا النوع من السكون يوجد في بذور الأنواع الشجرية والشجيرية والتي تنمو في المناطق الباردة حيث تتميز بذورها بوجود الأغطية الصلبة. وفي الطبيعة تلعب العوامل البيئية دوراً هاماً في كسر هذا السكون حيث أنه عند سقوط البذور على سطح الأرض يحدث كسر للسكون الطبيعى (الناشئ عن أغلفة البذرة) حيث تحدث ليونة أو تطرية في هذه الأغطية، ثم بتعرض البذور لبرد الشتاء تحدث تغيرات بعد النضج.

## السكون الثانوى Secondary dormancy
هذا النوع من السكون يحدث للبذور عقب فصلها وجمعها من النبات الأم. وهنا يجب ملاحظة أن البذور في هذه الحالة عقب جمعها لا تكون ساكنة ولكن نتيجة لتعرضها لبعض الظروف يمكن دفعها إلى دخول السكون. ويمكن تحرير البذور من السكون الثانوى وذلك بتعريضها للبرودة وأحيانا للضوء وفي كثير من الحالات بمعاملة البذور بالهرمونات المنشطة للإنبات خاصة حمض الجبريليك Gibberellic acid. كذلك يمكن منع حدوث السكون الثانوى بتجفيف البذور وتخزينها تخزيناً جافاً.
ويلعب السكون الثانوى دوراً هاماً للمحافظة على الأنواع النباتية في الطبيعة. فكما هو ملاحظ أن بذور نباتات الأنواع المنزرعة تحتفظ بحيويتها لمدة طويلة إذا كانت هذه البذور جافة، كما أنها تفقد سكونها الأولى خلال فترات التخزين، ويمكن لمثل هذه البذور أن تنبت مباشرة عند غمرها بالماء.
المعاملات التي تؤدى إلى كسر سكون البذرة Treatments to overcome seed dormancy
هناك عدة معاملات تجرى على البذور قبل زراعتها وذلك لإخراجها من السكون وحتى تنبت بصورة طبيعية، وتعطى بادرات قوية النمو. بعض هذه المعاملات تجرى بغرض تطرية أو تليين غطاء البذرة حتى يسهل دخول الماء والغازات من خلاله، والبعض الأخر يجرى لكسر سكون الجنين نفسه أو لإزالة المواد المثبطة للنمو والتي تمنع إنبات البذور. وفيما يلى وصفاً موجزاً لهذه المعاملات:
أ- الخدش الميكانيكى Mechanical searification
ويجرى على البذور ذات الأغطية الصلبة وذلك بغرض تطرية وتليين القصرة، وزيادة نفاذيتها للماء والغازات وفي هذه الحالة تخدش القصرة أو تكسر أو قد تتشقق بإحدى الطرق الميكانيكية كاستخدام الآلات الحادة أو المطارق أو استخدام أوراق السنفرة، أو يمكن كسر قمة البذرة باستخدام الكماشة كما هو الحال في بذور الزيتون.ويجب الحذر التام عند إجراء عمليات بالخدش حتى لا تحدث أية أضرار بالأجزاء الداخلية بالبذرة .
ب- الغمر في الماء الساخن Hot water scarification
يمكن غمر البذور في ماء ساخن درجة حرارته من 77- 100°م، مع ملاحظة وضع جزء واحد من البذور في أربعة أو خمسة أجزاء من الماء الساخن. ويجب استبعاد مصدر الحرارة مباشرة عقب غمر البذور. تنقل البذور بعد ذلك تدريجياً إلى ماء بارد لمدة 12- 24 ساعة .
جـ- المعاملة بالأحماض Acids scarification
وفيه تعامل البذور بالأحماض حيث توضع البذور في إناء زجاجى ثم تغطى بحمض الكبريتيك المركز بحيث تكون النسبة بين البذور إلى الحامض 1: 4 وعند الانتهاء من المعاملة يصب الحامض من الاناء حيث تبقى البذور بالقاع وعندئذ يجب غسل البذور جيداً بالماء وذلك للتخلص من آثار الحامض.
ولمعادلة تأثير بقايا الحامض العالق بالبذور، توضع البذور في إناء يحتوى على كمية كبيرة من الماء ويضاف اليها قليل من بيكربونات الصوديوم، أو يمكن غسل البذور المعاملة بالماء الجارى لمدة عشر دقائق. وبعد الغسيل والتخلص من الحامض يمكن زراعة البذور مباشرة وهي رطبة أو قد تجفف ثم تخزن لحين زراعتها .
د - الكمر الدافى Warm moist scarification
يمكن حفظ البذور في بيئة رطبة دافئة وغير معقمة (مثل التربة الرملية الغير معقمة) لعدة أشهر. هذه المعاملة تؤدى إلى مرونة أو تليين أغطية البذرة بفعل الكائنات الأرضية الدقيقة. وفي الطبيعة يمكن تحقيق هذا الغرض عن طريق زراعة البذور ذات الأغلفة الصلبة في أواخر الصيف أو أوائل الخريف عندما تكون التربة دافئة.
هـ- المعاملة بالحرارة المرتفعة High temperature scarification
لوحظ أن البذور ذات الأغلفة الصلبة لبعض النباتات النامية طبيعياً في مناطق تجميع الأشجار أو الغابات، تنبت بسهولة عقب اندلاع الحرائق في هذه المناطق. ونتيجة لتعرض البذور لدرجات الحرارة المرتفعة فإنه يحدث تغيير في أغلفة البذور.
و- جمع الثمار غير مكتملة النمو Harvesting immature fruits
وجد أن في بعض الأنواع الشجرية أن استخراج البذور من الثمار غير مكتملة النمو يزيد من قدرة هذه البذور على الإنبات، وذلك قبل تصلب أغلفة البذرة. ومثل هذه البذور يجب زراعتها بسرعة وبدون تجفيفها .
ز- الكمر البارد Cold stratification
وفى هذه المعاملة توضع البذور في بيئة مناسبة رطبة (منداه) مع توافر الأكسجين حول البذور ثم تخزن على درجة حرارة منخفضة لفترة معينة. والغرض من هذه المعاملة هو إحداث تغيرات بعد النضج في الأجنة. ويمكن إجراء عملية الكمر البارد معملياً أو يمكن إجراؤها بزراعة البذور مباشرة بأرض المشتل. وعند إجراء الكمر البارد بالمعمل يفضل أن تكون البذور متشربة بالماء ومنتفخة وذلك بغمر البذور في الماء لفترة تتراوح بين 12- 24ساعة على درجة حرارة دافئة، وهذه الفترة كافية في حالة البذور ذات الأغلفة الرقيقة أو غير الصلبة. وقد تزداد فترة الغمر في الماء عند معاملة البذور ذات الأغطية الصلبة مثل بذور الخوخ والمشمش والكريز، حيث تمتد فترة الغمر في الماء من 3- 7 أيام. كما يمكن تعريض البذور لماء جار. وبعد غمر البذور في الماء للمدة المطلوبة، يصفى الماء وتخلط البذور ببيئة ذات قدرة على الاحتفاظ بالرطوبة. والبيئة المثالية التي تفى بهذا الغرض يجب أن يكون لها القدرة على الاحتفاظ بالرطوبة المعقولة وتسمح بالتهوية الجيدة، وخالية من المواد السامة. وهناك العديد من المواد التي يمكن أن تستخدم كبيئة عند إجراء الكمر البارد للبذور مثل، الرمل المغسول جيداً، البيت موس، السفاجنم موس، الفيرميكيوليت ونشارة الخشب. ويجب ملاحظة أن نشارة الخشب الحديثة ربما تحتوى على مواد سامة. وقد دلت التجارب بأن البيئة المثالية هي ما تكونت من رمل وبيت موس بنسبة 1:1 بالحجم، ويجب ترطيب البيئة وتركها لمدة 24 ساعة قبل الاستعمال، مع ملاحظة ألا تبلل البيئة أكثر من اللازم. يخلط جزء من البذور مع ثلاثة أمثال حجمه من البيئة. ويمكن أن ترص البذور في طبقات متبادلة مع البيئة المستخدمة وعادة توضع في إناء من الخشب أو المعدن ذى غطاء مثقب، أو أوانى أخرى بشرط أن توفر التهوية الجيدة ولا تسمح بجفاف البيئة. كما يمكن استخدام أكياس البولى ايثلين، ويجب إضافة بعض المبيدات الفطرية للبيئة كحماية للبذور من الأمراض.
توضع الأوانى أو أكياس البلاستيك في ثلاجات على درجة حرارة من صفر- 10°م وتختلف الفترة اللازمة لعملية الكمر البارد باختلاف أنواع البذور. فعادة ما تتراوح هذه الفترة من 1- 4أشهر لبذور معظم الأنواع النباتية. وخلال عملية الكمر لابد من الكشف عن البذور على فترات دورية.
أما في الطبيعة فيمكن عمل خنادق عميقة بالأرض وتوضع بها البذور في طبقات متبادلة مع البيئة أو تخلط معها وهذه الطريقة تصلح في المناطق ذات الشتاء البارد. وخلال الشتاء تتوافر درجات الحرارة المنخفضة والرطوبة اللازمة لكسر سكون البذور .
ح- غسل البذور Leaching
والغرض من غسل البذور هو التخلص من المواد المثبطة الموجودة على سطح البذور. وفي هذه الحالة تغمر البذور في ماء جارى أو تنقل البذور إلى ماء متجدد عدة مرات من إناء لآخر، وهكذا. وتختلف الفترة اللازمة لإجراء هذه العملية من 12- 24ساعة. وإذا طالت مدة المعاملة يلزم تغيير الماء كل 12ساعة حتى يسمح بتوافر الأكسجين للبذور المغمورة.
ط- استخدام أكثر من معاملة Combination of treatments
حيث أن كثير من الأنواع الشجرية تحتوى بذورها على أكثر من نوع من السكون مثل الأغلفة الصلبة بالإضافة إلى سكون الجنين. لذلك تحتاج مثل هذه البذور لأكثر من معاملة واحدة لتحريرها من السكون، فالمعاملة الأولى تلزم لتطرية أغطية البذرة وزيادة نفاذيتها للماء، أما المعاملة الثانية (الكمر البارد) فهى ضرورية لكسر سكون الجنين وإحداث تغيرات بعد النضج.
ى- تعريض البذور لدرجات حرارة متبادلة Daily alternation of temperature:
يمكن تشجيع إنبات البذور وذلك بتعريضها لدرجات حرارة متبادلة، تتراوح من 15- °30م أو 20- °30م وفيها تعرض البذور لدرجات الحرارة المنخفضة لمدة 16 ساعة، ثم تعرض لدرجات الحرارة المرتفعة لمدة 8ساعات. هذا التذبذب في درجات الحرارة التي تعرض لها البذور يشجع إلى حد كبير على إنباتها.
ك- تعريض البذور للضوء Light exposure
يمكن للضوء أن يشجع إنبات بذور كثير من الأنواع النباتية مثل بذور الخس وبذور كثير من الخضروات ونباتات الزينة. ويمكن استخدام مصابيح النيون كمصدر للإضاءة. ويجب غمر البذور بالماء حتى تنتفخ ثم تعرض لكثافة ضوئية مقدارها من 75- 125قدم/شمعة لمدة ثمان ساعات يومياً.
ل- الغمر في محلول نترات البوتاسيوم Soaking in potassium nitrate solution
يمكن الحصول على نسبة إنبات أعلى عند غمر البذور الساكنة والحديثة الجمع في محلول نترات البوتاسيوم. توضع البذور في صوانى الإنبات أو أطباق بترى ثم تشرب بمحلول نترات البوتاسيوم %2 .
م- استخدام الهرمونات والكيماويات المنشطة Hormones and chemical stimulants:
توجد بعض الهرمونات والمركبات الكيماوية التي يمكن بإستخدامها كسر سكون بالبذرة وتشجيع إنباتها . ويعتبر حمض الجبريليك أكثر استخداما في هذا المجال. وحمض الجبريليك يؤدى إلى كسر السكون الفسيولوجى بالبذرة وينشط إنباتها بشرط عدم سكون الجنين نفسه. وعادة ما تبلل بيئة إنبات البذور بتركيزات معينة من حمض الجبريليك تتراوح بين 500- 1000 جزء في المليون. كما يستخدم السيتوكينين وهو أحد منظمات النمو بالطبيعية في تنشيط إنبات البذور وذلك عن طريق إيقافه لنشاط مثبطات الإنبات التي تؤدى إلى سكون البذرة. ويعتبر الكينيتين من أكثر المركبات المستخدمة في تنشيط إنبات البذور وكسر السكون الراجع إلى درجات الحرارة المرتفعة كما هو الحال في بذور بعض الأنواع النباتية مثل بذور الخس. ولتحضير محلول من الكينتين تذاب أولا كمية صغيرة منه في قليل من حمض الهيدوكلوريك ثم تخفف بالماء، وعادة ما تغمر البذور في محلول تركيزه 100 جزء في المليون لمدة ثلاث دقائق.
وفـى بعــض الأحيان يمكن استخدام محلول ثيويوريا بتركيز 0.5-3% لكسر سكون البذور خاصة تلك التي لا تنبت جيداً في الظلام التام أو على درجات الحرارة المرتفعة أو تلك البذور التي تحتاج إلى معاملات الكمر البارد. وحيث أن الثيويوريا تعتبر من مثبطات النمو، لذلك من المفضل غمر البذور في محلولها لمدة لا تزيد عن 24 ساعة ثم ترفع البذور وتغسل جيداً بالماء.